# Moric Lüssner
Moric Lüssner (29. srpen 1813 Broumov – 3. listopadu 1891 Praha) byl český vlastenec, úředník, amatérský archeolog, vlastivědný pracovník a spisovatel.

## Život
Narodil se v německé rodině broumovského obchodníka Josefa Lüssnera a jeho manželky Christiny, rozené Pauliové.
V letech 1836–1837 pracoval jako c. k. státní soudní úředník v Hradci Králové, roku 1837 byl na rok přeložen do Prahy. V letech 1838–1845 byl úředníkem státní správy v Chrudimi, dále v letech 1865–1868 v Roudnici nad Labem a od roku 1868 až do svého penzionování roku 1880 v	Hořovicích.
Od mládí byl dobrovolným konzervátorem Zemského muzea v Praze, členem jeho Archeologického sboru a respektovaným badatelem. Věnoval se zejména archeologickému a místopisnému průzkumu památek Chrudimska, Hradecka a na závěr Vyšehradu. Výsledky svých průzkumů publikoval v časopisu Památky archaeologické a místopisné. V roce 1891 se podílel na přípravě prehistorické části Retrospektivní výstavy starožitností v rámci Jubilejní zemské výstavy v Praze-Holešovicích.
Přátelsky se stýkal s vyšehradským proboštem Václavem Štulcem, Janem Erazimem Vocelem, Karlem Vladislavem Zapem.

## Rodina
Se ženou Karolinou (1840–1911), rozenou Polákovou, bydleli od roku 1881 v Praze na Smíchově, měli syna Morice (*1866), pozdějšího úředníka pojišťovny, a dcery Rosu a Karolinu.
Zemřel na Újezdě v domě čp. 530/III a byl pohřben na Malostranském hřbitově (Na Malvazinkách).

## Pozůstalost
- Literární pozůstalost včetně ilustrovaných zápisků z výzkumů je uložena v Archivu Národního muzea v Praze.